# Lübecker Turnerschaft von 1854
Die Lübecker Turnerschaft von 1854 (LT) ist mit 2500 Mitgliedern in 23 Abteilungen einer der größten und ältesten Sportvereine in Lübeck.

## Geschichte

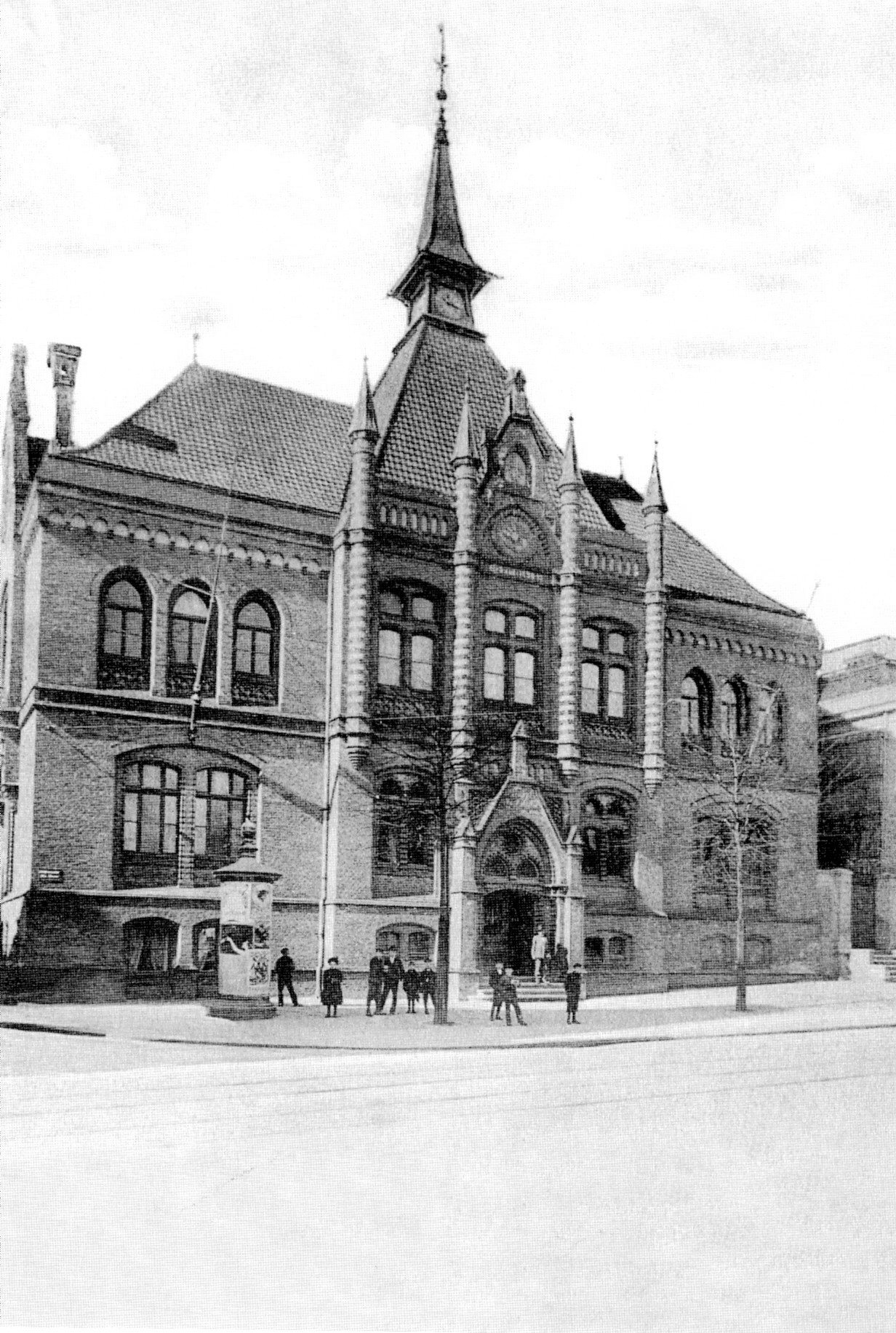
Hauptturnhalle um 1901

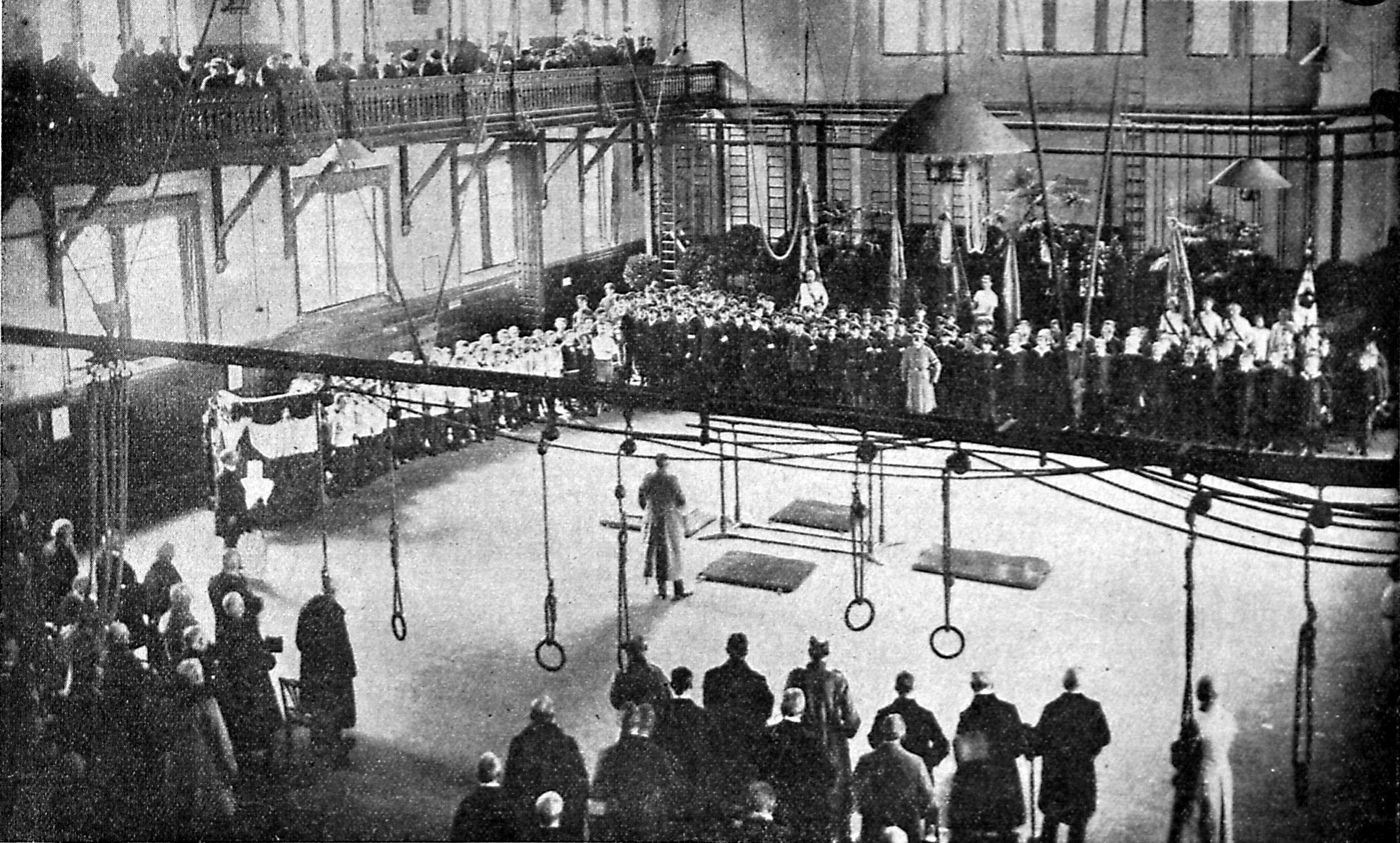
Die Hundertjahrfeier des deutschen Turnens. Ansprache des Generals v. Falk.

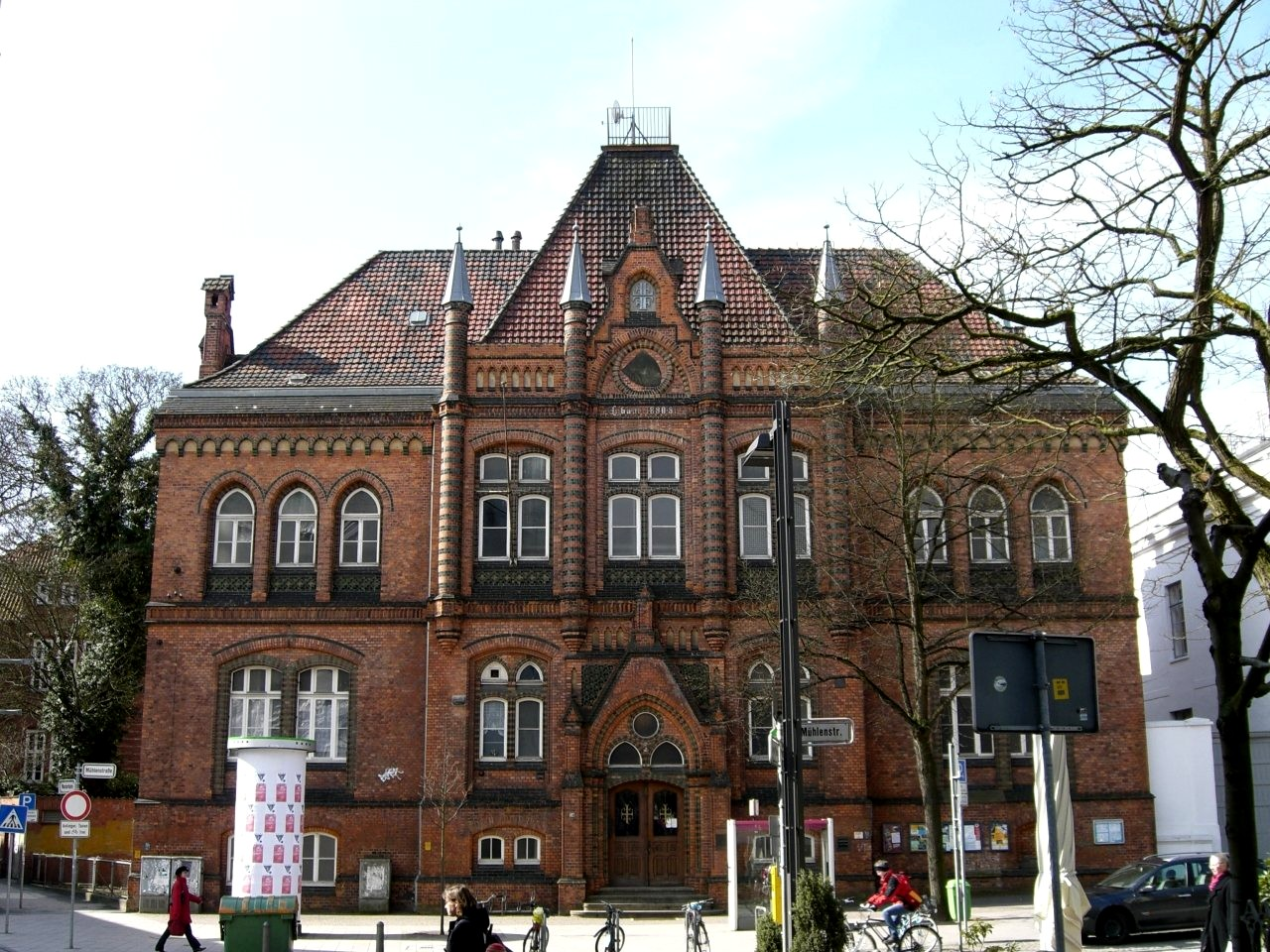
Hauptturnhalle heute

Am 15. Mai 1854 gründeten 14 junge Angehörige des Kaufmannsstandes einen Turnverein, der zu diesem Zeitpunkt den Namen Turnklub bekam. Geturnt wurde im Sommer auf dem Turnplatz auf dem Burgfeld (heute: Gustav-Radbruch-Platz), im Winter im Turnlokal, das das Katharineum zu Lübeck im Werkmeister-Haus der Lübecker Katharinenkirche in der Glockengießerstraße 2 eingerichtet hatte. 1857 erhielt der Verein seinen bis heute gültigen Namen Lübecker Turnerschaft von 1854. Die ab 1866 bestehende Ruderabteilung wurde 1885 eigenständig als Lübecker Ruder-Gesellschaft von 1885. 1892 kam eine Frauen- und Mädchenabteilung dazu.
Sportstätten waren die Hauptturnhalle in der Mühlenstraße seit ihrer Einweihung 1891 und ab 1904 der Turnerschaftsplatz an der Charlottenstraße.
Im April 1902 wurde das Vereinsheim mit Restaurant Turnerschaftshaus in der Straße An der Mauer eingeweiht. Beim 60-jährigen Stiftungsfest konnte am 14. Juni 1914 die Einweihung des Stadions Buniamshof gefeiert werden.
Am 5. März 1917 wurde in der Hauptturnhalle die Hundertjahrfeier des deutschen Turnens begangen. Es nahmen unter anderem der General der Infanterie v. Falk (Kommandierender General des Stellvertretenden Generalkommandos des XI. Armee-Korps aus Altona), Generalmajor v. Wright (stellvertretender Kommandeur der 81. Infanterie-Brigade), Bürgermeister Fehling, Mitglieder und Räte des Senates, Präsidium und Mitglieder der Bürgerschaft, Vertreter der Oberschulbehörde, der höheren Schulen, der Gemeinnützigen Gesellschaft sowie anderer Vereine als Ehrengäste teil.
In den 1920er Jahren konzentrierte  sich die Turnerschaft nach intensiven Auseinandersetzungen zwischen Turnern und Sportlern auf das klassische Turnen, was zur Ausgliederung mehrerer Sportarten wie Tennis (1920) und Fußball (1923) führte. Wegen der von der Deutschen Turnerschaft verfügten Reinlichen Scheidung traten im November 1923 Mitglieder der Sportabteilung aus der LT aus und gründeten den Sportverein Phönix, der im April 1924 mit dem Lübecker Ballspielverein von 1903 zum Lübecker Ballspielverein Phönix von 1903 fusionierte.
Im Rahmen der nationalsozialistischen Gleichschaltung wurde die Turnerschaft 1936 Mitglied im „Deutschen Reichsbund für Leibesübungen“. Nach dem Zweiten Weltkrieg konnte 1947 der Turnbetrieb offiziell wieder aufgenommen werden, und zwar mit Turnen, Gymnastik, Tanz, Handball, Tischtennis, Leichtathletik, Schwimmen, Korbball und Faustball.
1971/72 baute die Turnerschaft eine neue Halle an der Possehlstraße mit Vereinsräumen und Gaststätte. Weitere Ausbaupläne führten 1994 zum Verkauf des traditionellen Turnerschaftshauses in der Altstadt  und 1995 zum Erweiterungsbau mit Gymnastikhalle. 2011 kam ein Sport-Kindergarten hinzu.

## Abteilungen
Von 1911 bis 1923 gab es eine Fußballabteilung, die sich dann dem LBV Phönix anschloss. Die größten Abteilungen mit je 650 Aktiven sind heute Gerätturnen und Gymnastik. Neueste Abteilung ist AcroLiner, in der Akrobatik, Trampolinturnen und Breakdance angeboten wird.

### Volleyball
Ein Aushängeschild der Lübecker Turnerschaft ist die Volleyballabteilung. Sie wurde 1968 gegründet und hat derzeit rund 200 Mitglieder.  Die erste Frauen- und die erste Männermannschaft spielten viele Jahre in der Verbandsliga und in der Regionalliga Nord, die Frauen von 2013 bis 2015 sogar in der Dritten Liga Nord.
2017 wurde die Spielgemeinschaft VSG Lübeck gebildet, die aus den Volleyballabteilungen der Lübecker TS und der TG Rangenberg besteht und acht Frauen-, sieben Männer- und zahlreichen Jugendmannschaften umfasst. Die erste Frauenmannschaft spielt in der Regionalliga Nord, das erste Männerteam stieg nach der Saison 2022/23 von der Regionalliga in die Dritte Liga Nord auf.

### Weitere Sportarten
Außerdem gibt es bei der Lübecker Turnerschaft noch (Stand 2019) die Abteilungen AcroLiner, Badminton, Baseball, Basketball, Bogenschießen, Cricket, Faustball, Fitness & Gesundheitsstudio, Free-Climbing, Gymnastik, Handball, Inline-Skating, Karate, Kegeln, Koronarsport, Kultur & Freizeit, Leichtathletik, Schwimmen,  Tanzen, Tennis, Tischtennis, Turnen, und Wandern.

## Ehrenmal
Auf dem Buniamshof befindet sich das von Hans Schwegerle, einem ehemaligen Mitglied der Turnerschaft, gestaltete Ehrenmal der Lübecker Turnerschaft.